# 中孝介
中 孝介（あたり こうすけ、1980年7月13日 - ）は、鹿児島県出身の男性歌手。鹿児島県名瀬市（現・奄美市名瀬）出身。マネジメントはオフィスウォーカー。所属レコード会社はよしもとミュージック。

## 経歴
1997年、島唄を独学で始める。翌1998年5月に開催された第19回奄美民謡大賞に初出場し、努力賞を受賞。2000年には同大賞で新人賞、日本民謡協会奄美連合大会で総合優勝。
2000年10月、ジャバラレコードからシマ唄の初アルバム『アタリ』をリリース、さらにアルバム3枚と1枚のポップスのミニアルバムを出した後、その歌唱力が認められ、琉球大学卒業後の2006年にエピックレコードジャパンより、シングル『それぞれに』でメジャーデビュー。23ものラジオ局でパワープレイを獲得した。同年11月、中華圏（台湾、香港、中国大陸）でアルバムを先行リリースし、台湾のYahoo!ミュージックチャート（日本・韓国）で初登場1位を獲得。本国で実績のない日本人アーティストが海外でデビュー1位を飾るのは極めて異例なことであり、その評価の高さは香港芸能界の重鎮・アンディ・ラウが中の楽曲をカバーしたこと等からも見て取れる。
2007年、『アイホン』TV-CFのイメージソングに未発表曲「夜明け前」が採用。4月発売森山直太朗・御徒町凧コンビの書き下ろし『花』がロングヒットを記録。7月に「花」を収録したファースト・アルバム『ユライ花』を発売。オリコン初登場7位を記録し、男性ソロアーティストのファーストアルバムの初登場トップ10入りは、日本人アーティストとしては森山直太朗以来、約3年ぶりの記録となった。また、アジアでの2枚目のアルバムとなったアジア版『花間道』は台湾チャートで初登場5位を獲得。8月には、日中国交正常化35周年を記念した日中文化・スポーツ交流年の公式テーマ曲で、過去に自身のアルバムで共演している中国人女性歌手・韓雪とのデュエット曲「言葉はいらない」を会見の席で初披露。また、10月スタートのNHK土曜ドラマ『ジャッジ 〜島の裁判官奮闘記〜』の主題歌歌手に抜擢され、デビュー前から長い間暖めていたバラード「路の途中」の起用が決定。9・10月には、故郷の鹿児島を皮切りに台湾公演を含む全国ツアー「ユライ花」を開催。11月にはアニメ『BLEACH』のエンディングテーマに起用された『種をまく日々』を発売（「路の途中」「言葉はいらない」も収録）。また、「花間道」に収録されたシンガポールのシンガーソングライター・黄義達の書き下ろしによる「夜想曲 〜nocturne」が、映画『ラスト、コーション』の日本版オフィシャル・イメージソングに選ばれ、新たに「夜想曲 〜nocturne (LUST, CAUTION version)」として録り直しをした（オムニバス『image7』に収録）。
2008年、カジュアルブランド・GAPの春のキャンペーンモデルに起用。2・3月に全国アコースティックライブツアー2008「種をまく日々」を開催し、小栗旬が出演する『味の素』のCMソングにツアーで披露した新曲「ラララ」が起用された。また、ファイザーの日本法人設立55周年を記念したCMソングに未発表曲「風よ」が起用。4月には5枚目のシングル『春』を発売し、全国インストアライブツアーを開催。5月には世界遺産での第2弾コンサートを白川郷で開催し、初披露した新曲『絆』を7月末から着うたで先行配信後、9月に発売。カップリングの「夏夕空」がアニメ「夏目友人帳」のエンディングテーマに起用され、後に同アニメのカバーアルバムをリリースした。10・11月にはコンサートツアー2008 〜絆〜を開催。
2013年7月31日に、カバーアルバム『ベストカバーズ〜もっと日本。〜』が発売された。このアルバムでは「雨の降らない星では愛せないだろう? (モーニング娘。の曲)」を、元モーニング娘。の高橋愛とデュエットしている。
2018年10月14日、よしもとミュージックに移籍したことが公式発表された。
2025年3月28日深夜、品川区内の銭湯で面識のない男性に性的暴行を加えたとして、不同意性交の疑いで警視庁に逮捕された。4月15日に釈放され、同16日付で不起訴処分となった。理由は明らかにされていない。

## 人物
中がシマ唄を初めて聞いたのは高校1年の時、当時古仁屋高校3年だった元ちとせのライブだった。その後、中は名瀬の唄者西和美の経営する居酒屋「かずみ」に通ってシマ唄を身に付ける。
シマ唄の本質を学ぶことにより、故郷奄美大島の文化や風土に対し、更なる誇りと愛着の気持ちを抱くようになり、現在も奄美大島に在住しながら朝崎郁恵らとともにシマ唄の唄者としての活動も続けている。その独特な声と歌唱法は「地上で、最も優しい歌声」とも称される。
本人いわく、外国のファンから言われた印象的な言葉は「楽器のような声」であるという。

## ディスコグラフィ

### シングル
|    | タイトル                           | 発売日         | 収録曲 |
| -- | ---------------------------------- | -------------- | --- |
| 1  | それぞれに                         | 2006年3月1日   | 01. それぞれに 02. 白と黒の間に 03. 道 04. 街 - くるりの同曲のカバー 05. それぞれに (instrumental)                                                |
| 2  | 思い出のすぐそばで/真昼の花火      | 2006年6月28日  | 01. 思い出のすぐそばで - 秋元康作詞 02. 真昼の花火 03. 花束 04. 思い出のすぐそばで (instrumental) 05. 真昼の花火 (instrumental)                   |
| 3  | 花                                 | 2007年4月11日  | 01. 花 - 森山直太朗・御徒町凧が楽曲提供 02. My Life 03. 心の陽 04. 花 (piano ver.)                                                                |
| 4  | 種をまく日々                       | 2007年11月14日 | 01. 種をまく日々 02. 路の途中 03. 言葉はいらない (中孝介 & 韓雪) 04. 地球兄弟                                                                     |
| 5  | 春                                 | 2008年4月9日   | 01. 春 - あさのますみ(浅野真澄)が作詞 02. なごり雪 - かぐや姫の同曲のカバー 03. 旅立ちの日に - 同卒業ソングのカバー 04. 花 (厳島神社Live Version) |
| 6  | 絆/夏夕空                          | 2008年9月3日   | 01. 絆 02. 夏夕空 03. サンサーラ 04. わたしの空                                                                                                   |
| 7  | 恋                                 | 2009年3月25日  | 01. 恋 02. 童話 03. 人魚 04. 恋 (instrumental) |
| 8  | 空が空                             | 2009年9月9日   | 01. 空が空 02. 愛燦燦 03. うたかた 04. 夏の夢 05. 空が空(「火天の城」movie version)                                                               |
|    | 春の行人 / お中元(中孝介+元ちとせ) | 2011年3月9日   | 01. 春の行人 02. なごり雪 03. 春なのに 04. 春の行人 Instrumental                                                                                  |
| 9  | 君ノカケラ feat 宮本笑里           | 2011年8月10日  | 01. 君ノカケラ feat 宮本笑里 02. 夏夕空 feat AUN J-クラシック・オーケストラ 03. Borderless sky 04. 君ノカケラ feat 宮本笑里（Instrumental）       |
| 10 | 目をとじても                       | 2015年11月11日 | 01. 目をとじても 02. 証 03. さゆさ 04. 目をとじても（カラオケ）                                                                                   |

### 配信限定シングル
|   | タイトル     | 発売日         | レーベル                 |
| - | ------------ | -------------- | ------------------------ |
| 1 | One          | 2017年11月29日 | Sony Music Entertainment |
| 2 | Missing      | 2019年2月13日  | YOSHIMOTO MUSIC          |
| 3 | ワダツミの木 | 2022年2月16日  | YOSHIMOTO MUSIC          |
| 4 | 声をきかせて | 2022年7月6日   | YOSHIMOTO MUSIC          |

### アルバム

#### ミニ・アルバム
|   | タイトル                   | 発売日         | 収録曲 |
| - | -------------------------- | -------------- | --- |
| 1 | なつかしゃのシマ           | 2006年10月11日 | 01. 家路 02. 波の果てに 03. 手紙 - Mr.Childrenのカバー 04. 記憶 -Last Forever- feat. 韓雪 05. ホノホシの風 06. なつかしゃ                          |
| 2 | うがみうた〜絆、その手に〜 | 2010年4月21日  | 01. 絆、その手に 02. 空が空 03. 愛しき人へ 04. 支え合う関係 05. 愛燦燦 - 美空ひばりのカバー 06. 野ばら 07. 明日の空 with ji ma ma (合唱バージョン) |
| 3 | 愛者〜Kanasha〜            | 2019年4月10日  | 01. Missing 02. 海が導く夢 03. 僕らの手 04. 失くさないもの 05. 帰らぬ日々 06. この坂を越えたら 07. 天まで届く風 08. 難破船                         |

#### オリジナル・アルバム
|   | タイトル                       | 発売日         | 収録曲 |
| - | ------------------------------ | -------------- | --- |
| 1 | ユライ花                       | 2007年7月11日  | 01. 花 02. サヨナラのない恋 - 河口恭吾が楽曲提供 03. それぞれに 04. 波の物語 05. Goin'on 06. Ave Maria - アヴェ・マリアのカバー 07. ひとさし指のメロディ 08. 真昼の花火 09. 恋の栞 10. 思い出のすぐそばで 11. 星空の下で 12. 家路 (Acoustic Version.) |
| 2 | 絆歌                           | 2008年10月1日  | 01. 絆 02. 春 03. 風よ feat.宝美 04. 夜明け前 05. 種をまく日々 06. 夏夕空 07. ラララ 08. この窓の向こう 09. 夜想曲〜nocturne（Album version） 10. 手紙 - 奥田民生のカバー 11. ありがとうという名の少年 12. 路の途中 13. あいのうた |
| 3 | キセキノカケラ                 | 2011年10月19日 | 01. 君ノカケラ feat 宮本笑里 02. 恋 03. 今ならここに - 前川真吾（かりゆし58）が楽曲提供 04. 遺書の書き方 - 中村中が楽曲提供 05. 空が空 - 川村結花が楽曲提供 06. イニシアチブ★ 07. Flying so high 08. 愛の形 - 清水悠（Dew）が楽曲提供 09. おてもやん - NOKKOが作詞 10. サンサーラ 11. 小さな手 - 河口恭吾が楽曲提供 12. 青蔵高原 13. 春の行人 お中元（中孝介＋元ちとせ） |
| 4 | ベストカバーズ〜もっと日本。〜 | 2013年7月31日  | [CD] 01. 瑠璃色の地球 02. 雨の降らない星では愛せないだろう? 03. 桜 04. 少年時代 05. もしも明日が 06. 紅一葉 07. 糸 08. 花 09. 歌に形はないけれど 10. サンサーラ 11. 春なのに 12. 上を向いて歩こう 13. 明日があるさ 14. 愛燦燦 15. 桜ノ雨 16. 夏夕空 17. ありがとう [DVD] 01. 春 02. 花 03. 家路 カバーアルバム                                                           |
| 5 | ベストカバーズ〜夏目友人帳〜   | 2015年6月17日  | 01. 愛してる 02. 僕にできること 03. 夏夕空 04. 今、このとき 05. あの日タイムマシン 06. 一斉の声 07. たからもの 08. 暖かい所 09. 歩み寄る勇気 10. 君ノカケラ feat 宮本笑里 |
| 6 | あなたがいるだけで             | 2020年10月28日 | 01. 新しい季節 02. 悲しみにさよなら - 安全地帯のカバー 03. 花の名 - BUMP OF CHICKENのカバー 04. あなたがいるだけで 05. 奄美小唄 06. 家路 07. すべてに意味をくれるもの 08. HERO - マライア・キャリーのカバー 09. moontail 10. 砂の城 11. Home 12. 寒月 13. 島唄 |

#### ベスト・アルバム
|   | タイトル                  | 発売日         | 収録曲 |
| - | ------------------------- | -------------- | --- |
| 1 | THE BEST OF KOUSUKE ATARI | 2016年10月26日 | [DISC:1] 01. それぞれに 02. 思い出のすぐそばで 03. 花 04. 家路〜Acoustic version 05. 種をまく日々 06. 春 07. 絆 08. 夏夕空 09. 路の途中 10. 恋 11. 空が空 12. 君ノカケラ feat 宮本笑里 13. サンサーラ 14. 雨の降らない星では愛せないだろう? 15. 目をとじても [DISC:2] 01. 心の陽 02. 記憶 -Last Forever- feat.韓雪 03. 童話 04. 夜想曲〜nocturne (Album version) 05. 野ばら 06. 青蔵高原 07. 明年今日 08. 在水一方 09. 花海 10. 言葉はいらない 11. 茉莉花 12. 風になって〜勇者的浪漫〜 13. 相信愛 |

#### アジア版アルバム
|   | タイトル                  | 発売日                      | 収録曲 |
| - | ------------------------- | --------------------------- | --- |
| 1 | 触動心弦 (アジア限定版)   | 2006年11月3日               | 01. 各自启程（それぞれに） 02. 心中的日月（心の陽） - ワン・リーホンのカバー 03. 记忆 -Last Forever- feat. 韓雪（記憶 -Last Forever- feat. 韓雪） - 韓雪とのデュエット 04. 回家的路（家路） 05. 紧靠回忆的地方（思い出のすぐそばで） 06. 白与黑之间（白と黒の間に） 07. 正午的焰火（真昼の花火） 08. 花束（花束） 09. 波浪的尽头（波の果てに） 10. 海岸的风（ホノホシの風） 11. 怀念（なつかしゃ） 読み：チュ・ドン・シン・シェン（Chu Dong Xin Xian） 台湾、香港、中国限定発売 |
| 2 | 花間道 (ユライ花アジア版) | 2007年7月13日 2007年7月18日 | 01. 童話（童話） - 光良のカバー 02. 夜想曲 〜nocturne（夜想曲 〜nocturne） - 黄義達が楽曲提供 03. 花（花） 04. 沒有再見的戀愛（サヨナラのない恋） 05. 浪濤物語（波の物語） 06. Goin'on（Goin'on） 07. Ave Maria（Ave Maria） 08. 食指的旋律（ひとさし指のメロディ） 09. My Life（My Life） 10. 戀愛栞（恋の栞） 11. 星空下（星空の下で） 12. 回家的路 (Acoustic Version)（家路 (Acoustic Version.)） 読み：ファー・ジェン・ダオ（Hua Jian Dao） 台湾、中国で発売                |

### インディーズ

#### オリジナルアルバム
- アタリ（1999年4月4日） - ジャバラ・レコードからリリース
- くるだんど（2000年7月30日）
- 諸鈍（2002年6月9日）
- ノトス（2004年9月3日）

#### ミニアルバム
- マテリヤ（2005年9月7日） - ミニアルバム、ディ! レコーズからリリース

### 参加作品
- アマミシマウタ（2002年7月24日） - 2曲目「あさばな節」/8曲目「くるだんど」/13曲目「らんかん橋」
- 沖縄ソングス 〜わたしうた (私達の唄)〜（2004年5月26日） - 14曲目「イラヨイ月夜浜」
- 山崎まさよしトリビュート・アルバム『ONE MORE TIME, ONE MORE TRACK』（2005年12月21日） - 3曲目「HOME」
- 奥田民生・カバーズ（2007年10月24日） - DISC1 10曲目「手紙」
- オムニバス・アルバム『image7』（2008年2月6日） - 8曲目「夜想曲 〜nocturne (LUST, CAUTION version)」
- 北京オリンピック日本代表選手団公式応援シングル・BAND FOR “SANKA”『笑ってみせてくれ』（2008年6月25日）
- コンピレーション・アルバム『すごくおいしいうた』（2010年1月20日） - 12曲目「愛燦燦」/13曲目「明日の空」（おいしいうたファミリー[注釈 3]の一員として。）
- 「未来の花束」（2011年11月2日）（ぷいぷい軽音部[注釈 4]の一員として。）
- 風になって〜勇者的浪漫〜(2014年2月20日） - 映画「KANO 1931海の向こうの甲子園」主題歌・tvk「高校野球ニュース2015」（第97回全国高等学校野球選手権神奈川大会）テーマソング（作詞・作曲Rake。范逸臣・舒米恩・羅美玲と参加）
- トリビュートアルバム『MIKA NAKASHIMA TRIBUTE』（2016年2月24日） - 9曲目「桜色舞うころ」[10]
- 奄美大島唄島プロジェクト『懐かしい未来へ』（2018年12月8日）

## タイアップ
| 曲名                                      | タイアップ                                                      |
| ----------------------------------------- | --------------------------------------------------------------- |
| それぞれに 絆                             | J-WAVE『Jam the WORLD』エンディングテーマ                       |
| 思い出のすぐそばで                        | 映画『着信アリFinal』主題歌                                     |
| 家路                                      | 日本郵政公社CFソング                                            |
| 家路                                      | J-WAVE『Jam the WORLD』エンディングテーマ                       |
| 家路                                      | 毎日放送MBS PUSH OUT                                            |
| 記憶 -Last Forever- feat. 韓雪            | 映画『上海の伯爵夫人』イメージソング                            |
| 夜明け前                                  | 『アイホン』TV-CFイメージソング                                 |
| 花                                        | 薩摩酒造『さつま白波』CFソング                                  |
| 種をまく日々                              | テレビ東京系列アニメ『BLEACH』エンディングテーマ                |
| 路の途中                                  | NHK総合テレビ土曜ドラマ『ジャッジ 〜島の裁判官奮闘記〜』主題歌  |
| 言葉はいらない (中孝介 & 韓雪)            | 日中文化・スポーツ交流年公式テーマソング                        |
| 夜想曲 〜nocturne (LUST, CAUTION version) | 映画『ラスト、コーション』日本版オフィシャル・イメージソング    |
| ラララ                                    | 『味の素』CMソング                                              |
| サンサーラ                                | フジテレビ系列『ザ・ノンフィクション』オープニングテーマ        |
| 春                                        | 日本テレビ系列『音楽戦士 MUSIC FIGHTER』4月度オープニングテーマ |
| 風よ                                      | ファイザー企業CMソング                                          |
| 夏夕空                                    | テレビ東京系列アニメ『夏目友人帳』エンディングテーマ            |
| 恋                                        | フジテレビアニメ『源氏物語千年紀 Genji』エンディングテーマ      |
| 愛しき人へ                                | NTT東日本『DENPO』CMソング                                      |
| 愛しき人へ                                | 映画『信さん・炭坑町のセレナーデ』主題歌                        |
| 空が空                                    | 映画『火天の城』主題歌                                          |
| 君ノカケラ feat 宮本笑里                  | テレビ東京系列アニメ『夏目友人帳 参』エンディングテーマ         |
| さゆさ                                    | BS-TBS系列「日本の旬を行く!路線バスの旅」エンディング・テーマ   |
| Missing                                   | 映画『多十郎殉愛記』主題歌                                      |

## ライブツアー
- 中孝介 全国ツアー「ユライ花」（2007年9・10月、台湾含む6公演）
- 中孝介 全国アコースティックライブツアー2008「種をまく日々」（2008年2・3月、18公演）
- 中孝介 全国インストアライブツアー（2008年4・5月、10公演）
- 中孝介 コンサートツアー2008 〜絆〜（2008年10・11月、12公演）
- 全国コンサートツアー2010 "うがみうた"（2010年5月3日〜7月11日）
- 中 孝介 コンサートツアー2011-2012"キセキノカケラ"（2011年12月17日〜2012年3月25日）
- もっと日本。（2013年8月30日〜12月23日）
- 中孝介2015「もっと日本。」 アンコールコンサート（2015年3月）
- 中孝介コンサートツアー2015（2015年10月3日〜11月29日）
- Setting Sun Around Festival in AMAMI 中 孝介デビュー10周年!〜ゆえゆらい2016〜（2016年10月29日）
- 中孝介コンサート 2022（2022年12月3日）

### 世界遺産公演
- 「厳島夜想」中孝介スペシャルワンマンコンサート in 厳島神社（2007年9月30日）
- 楽天世界遺産劇場 〜白川郷〜 中孝介コンサート（2008年5月17日）

## 出演

### 主な番組
- ムーブ2006 第18回「なつかしゃを伝えたい 〜若き唄者の旅立ち〜」（JNN系、2006年5月）
- 私的チャイナビ（TBS、2006年8月）
- 伝えたい 奄美のこころ 〜唄者 中孝介（JNN系、2006年11月23日）
- ミュージックステーション Young Guns（テレビ朝日系、2007年5月18日）
- みゅーじん（テレビ東京系、2007年11月4日）
- 中孝介スペシャル 〜「ゆえゆらい」奄美大島ライブ・ドキュメント〜（MUSIC ON! TV、2008年5月11・12・21日）
- かごしま24（南日本放送）2009年より鹿児島でキャンペーンする際には必ず生出演している。
- 激突!ものまねウォーズ 新旧!下克上バトル!（TBS、2011年10月20日）ご本人登場として、二宮優樹と共に「花」を歌唱。
- 踊る!さんま御殿!!（2021年11月30日、日本テレビ）

### 映画
- 台湾映画『海角七号 君想う、国境の南』（2008年製作、2009年日本公開） - 日本に統治されていた台湾に滞在の日本籍教師と現代の本人役で出演
- 台湾映画『台北カフェ・ストーリー』（2010年製作、2010年東京国際映画祭にて上映、2012年日本公開）
- 中国映画『幸福迷途（中国語版）』（2012年製作、日本未公開） - 中田翔太 役

### テレビアニメ
- 夏目友人帳 参（テレビ東京系、2011年8月22日（第8話）） - 安井 役

### CM
- MUSIC ON! TV・エコロジーキャンペーン「Harmony ID」（2007年）

### ラジオ
- FRIDAY AIR SHUFFLE EVENING TRACKS（エフエム鹿児島）[注釈 5]
- ゆらいRADIO（bayfm、2007年4月5日〜毎週日曜23:00〜23:30）[注釈 6]

### その他
- プラネタリウム番組「星空の島へ Song by 中孝介」（コニカミノルタプラネタリウム“満天”、2008年3月15日〜6月15日）[注釈 7]
- GAP・2008年春のキャンペーンモデル